# Scalos
A Scalos az Amiga eredeti felhasználói felületét (Workbench) helyettesítő grafikus felhasználói felület, mely saját API-kon, illetve saját ablakozórendszeren alapul. Célja a Workbench működésének emulálása, új funkcionalitás és jobb megjelenés mellett.

## Etimológia
A "Scalos" név az eredeti Star Trek sorozat egyik bolygójától származik.

## Történet
A Scalos egy 1999-ben írt, korábban kereskedelmi forgalomban lévő szoftver, melyet az AlienDesign szoftverháznál dolgozó Stefan Sommerfield írt. A szoftver alternatívája kívánt lenni az AmigaOS 3.1 alatt futó - akkoriban már elavultnak tartott - Workbenchnek.
Tőle a Windows, Macintosh, illetve Linux operációs rendszerek alá fejlesztő Satanic Dreams Software angol programozói csapat vette át a munkát. 2000-ben már freeware-ként adták ki az 1.1 és 1.2 (belső verzió: 39.2xx) változatokat, majd végül 2012-ben szabad forráskódúvá tették. A Scalos letölthető az Aminet hivatalos online szoftvergyűjteményéből (repository).
A legutolsó 41.8 kiadásra jelölt (release candidate, RC1) verzió kompatibilis a Motorola 68000 sorozatú CPU-kon futó AmigaOS 3.x változatokkal, az AmigaOS 4-gyel, a PowerPC alatt futó MorphOS-sel és az x86-alapú AROS-szal. A Scalos projekt megtalálható a SourceForge forráskódtárban.

## Verziók
- (39.154) (pre-release) – 1997 december[1]
- v1.0 (39.201) – 1999 november
- v1.1 (39.212) – 1999 (?)
- v1.2b (39.220) – 2000. június 6.
- v1.2d (39.222) – 2000 (a legutolsó nyilvános kiadás)
- v1.3 (40.7) (beta) – 2001. augusztus 2.
- v1.3 (40.22) – 2002. szeptember 25.
- v1.4 (40.32) (beta) 2005. március 31.
- v1.6 (41.4) – 2007. március 27.
- v1.7 (41.5) – 2007. augusztus 12.
- (41.6) – 2009. március 12.
- (41.7) (beta) – 2010. március 15.
- (41.8) (RC1) – 2012. augusztus 25.[6]

## Jellemzők
A Scalos-t a fejlesztői 100%-osan Workbench-kompatibilisnak tartják. 64-bites belső aritmetikája van, mely 4GB-nál nagyobb kapacitású merevlemezeket is képes kezelni, valamint teljes belső multitasking rendszeren alapul, így pl. minden a képernyőn megjelenő ablak önálló taskként jelenik meg a rendszerben. Az eredeti Intuitionhoz hasonlóan saját ablakozó rutinja van és az egész nagymértékben testre szabható. Minden ablaknak saját háttérmintázata lehet és tartalma automatikusan frissül. A menük szerkeszthetők. Az Amiga szabványos színpalettája és ablakmintázatai helyett újakat tartalmaz. A Scalos saját API-val, illetve bővítményekkel (pluginek) dolgozik, mely a rendszer fejlesztőit támogatja saját szoftvereik elkészítésében.
A Scalos alapból támogatja az AmigaOS 2 feletti operációs rendszerekhez külsős fejlesztő által készített NewIcons, valamint az AmigaOS 3.5-ben megjelent GlowIcons bővítményt. Az ikon-típusok széles körét támogatja, így például skálázható PNG ikonokat átlátszóságot biztosító alfa csatornákkal. A Scalos emellett teljes mértékben támogatja a true color megjelenítést.

## Fordítás
- Ez a szócikk részben vagy egészben  a   Scalos című angol Wikipédia-szócikk fordításán alapul.  Az eredeti cikk szerkesztőit annak laptörténete sorolja fel. Ez a jelzés csupán a megfogalmazás eredetét és a szerzői jogokat jelzi, nem szolgál a cikkben szereplő információk forrásmegjelöléseként.